# 평양랭면 제일이야
평양랭면 제일이야는 조선민주주의인민공화국의 텔레비전 드라마 옥류풍경에서 나오는 노래이며 평양냉면을 주제로한 노래이다.